# Ganjifa

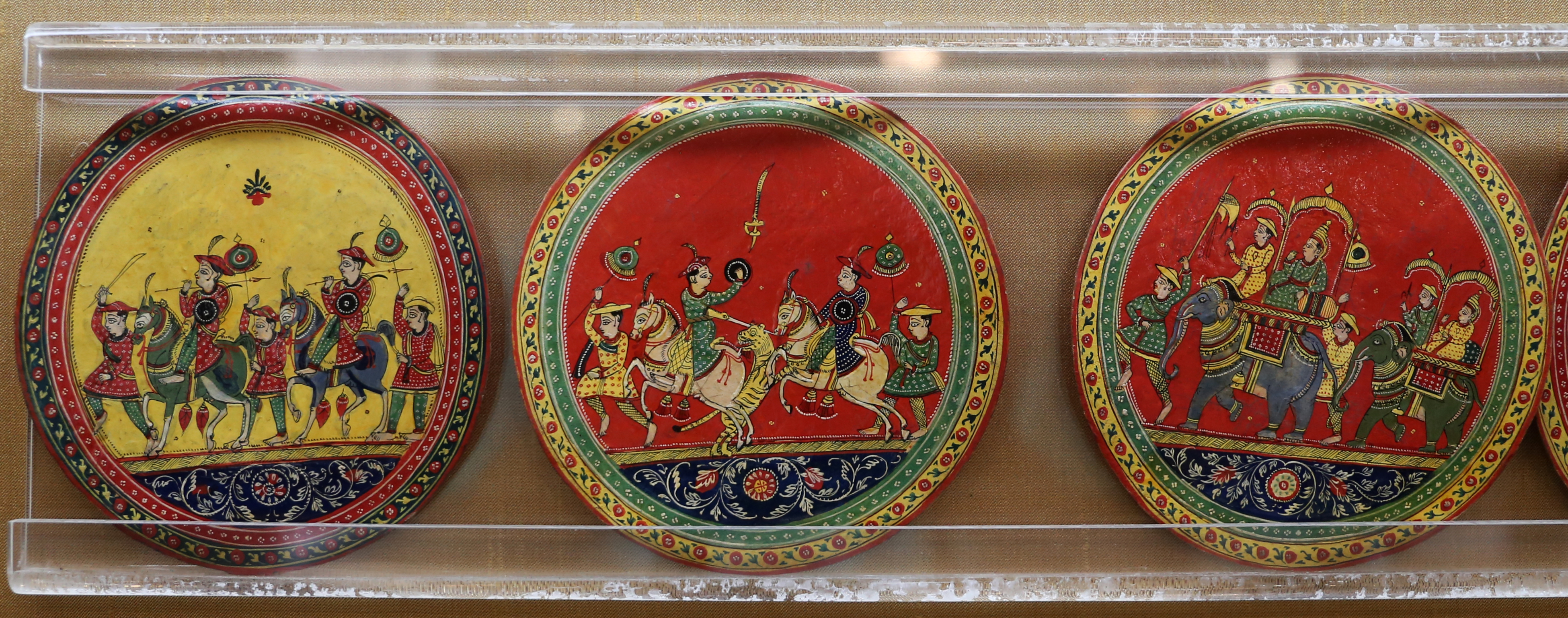
Ganjifa-kort, ca 1890–1920 (Dr. Bhau Daji Lad Museum, Bombay).

Ganjifa är benämningen dels på ett kortspel, som har utövats främst i Indien, dels på den speciella typ av spelkort som hör till detta spel.
Spelet har sitt ursprung i Persien och kom till Indien när landet på 1500-talet införlivades i Mogulriket. På 2000-talet är spelet mer sällan förekommande, och spelkorten säljs huvudsakligen som samlarobjekt. 

## Spelkorten
Ganjifakorten är oftast runda, med en diameter kring 5–7 cm. Traditionellt har de varit målade för hand av konsthantverkare. Materialet har varit papper eller tyg, men till exklusivare kortlekar har bland annat elfenben och sköldpaddsskal använts.
Den klassiska ganjifakortleken, kallad mogul-ganjifa, består av 96 kort. Dessa är uppdelade på åtta sviter eller färger med tolv kort i varje: en kung, en vesir samt tio kort som representerar talen 1–10. De olika sviternas namn och svitmärken är som följer:
- Taj ("krona"): krona eller blomma
- Safed ("vit" eller "silver"): silvermynt eller måne
- Shamsher ("svärd"): svärd
- Ghulam ("tjänare"): tjänare eller hovmän
- Chang ("harpa"): harpa
- Surkh ("röd" eller "guld"): guldmynt eller sol
- Barat ("dokument"): vit fyrkant
- Qimash ("kudde"): oval

Förutom genom svitmärkena skiljs sviterna åt genom att ha olika bakgrundsfärger på korten. Vilka dessa färger är varierar, men oftast har till exempel safed svart, shamsher rött och chang grönt. Sannolikt har leken med åtta sviter utvecklats ur en lek med fyra sviter; förekomsten av två olika sviter med mynt som symboler tyder på detta. Utökandet av antalet kort kan ha varit ett sätt att åstadkomma ett mer krävande och tidsutfyllande spel.
Dashatavara-ganjifa är en till hinduistisk tradition anpassad form av ganjifa, utbyggd till tio sviter och innehållande 120 kort. Varje svit representerar en av guden Vishnus tio avatarer eller inkarnationer. 

## Kortspelet
Ganjifa är ett sticktagningsspel, där det gäller att vinna så många stick som möjligt. Spelet är i första hand avsett för tre deltagare, men går även att spela på fyra eller fem. Kungen är det högsta kortet och vesiren det näst högsta i alla sviter. I de första fyra av de ovan nämnda sviterna följer sedan tio till ett i fallande ordning, medan ordningsföljden är omkastad i de övriga sviterna: ett är högst och tio lägst.
Det första kort som spelas ut i varje spelomgång ska enligt reglerna vara kungen i safed-sviten om spelet äger rum mellan solnedgång och soluppgång, eller kungen i surkh-sviten om man spelar under dagtid. Också i det fortsatta spelet gäller stränga anvisningar för vilka kort som är tillåtna att lägga ut som första kort i ett stick. Till särdragen i ganjifa hör även en procedur, i vilken förloraren i en spelomgång tvingas att i nästa omgång byta bort ett antal av sina bästa kort till vinnaren. Sammanfattningsvis kan om spelet sägas att ett gott kortminne är viktigare än strategisk skicklighet.
Ganjifakorten används även i andra slags spel, till exempel i hasardspelet naqsh, som har vissa likheter med tjugoett och Black Jack. Däremot finns det knappast något som tyder på att korten har använts i Indien till ockulta ändamål eller till spådomskonst. 